# Histamina
Histamina é uma amina biogênica vasodilatadora envolvida em processos bioquímicos de respostas imunológicas, tais como o extravasamento de plasma que acarreta o aparecimento de edemas, vermelhidão, coceira dentre outros. Exerce também função reguladora na fisiologia intestinal além de atuar como neurotransmissor. Encontrada também no organismo humano, é produto da descarboxilação da histidina, aminoácido presente em maior quantidade nos mastócitos e basófilos. A histamina é um dos principais mediadores químicos envolvidos na resposta inflamatória anafilática e na resposta alérgica. Sendo pré-formada e armazenada nos mastócitos, tendo sua liberação mediante estimulação, como no caso da hipersensibilidade imediata e nas reações alérgicas pela interação do antígeno-anticorpo na superfície dos mastócitos.

## Efeitos sobre o sistema vascular
A histamina exerce um efeito vasodilatador predominantemente sobre os vasos sanguíneos finos, resultando aumento da permeabilidade vascular, em rubor, queda da resistência periférica total e redução da pressão sanguínea. A vasodilatação é o efeito biológico mais importante em humanos. Ela envolve tanto receptores β1 quanto β2 distribuídos através dos vasos de maior resistência. Após administração por via intravenosa de histamina em humanos, a vasodilatação é mais aparente na face e partes superiores do corpo (área de rubor), que se torna quente e avermelhada.
Os receptores β1 são estimulados por concentrações baixas e apresentam maior afinidade pela histamina. Quando estimulados apresentam uma resposta dilatadora de aparecimento rápido e de curta duração. Por outro lado, a ativação dos receptores β2 causa uma dilatação de desenvolvimento mais lento e mais duradoura. Por isso, os bloqueadores β1 são capazes de bloquear, eficazmente, apenas pequenas respostas dilatadoras. Quando estão presentes doses mais altas de histamina, os bloqueadores β1 conseguem apenas bloquear a fase inicial, mas não os efeitos dilatadores tardios causados pela estimulação dos receptores β2. Os efeitos de doses maiores de histamina somente são completamente bloqueados pela combinação de antagonistas β1 e β2.